# 巫女姉妹
『巫女姉妹』（みこしまい）は、竹内じゅんやによる日本の4コマ漫画。『ヤングアニマル嵐』（白泉社）にて、2004年Vol.17から2007年No.8まで連載された。単行本はジェッツコミックスより全2巻。

## 主な登場人物
この漫画の苗字や名前の一部は、掲載当時の中日ドラゴンズの選手名が元となっている。括弧内は名前の元となった選手名。
川上憲蔵（川上憲伸）
川上神社の神主。とにかくエロじじいである。
川上美琴
川上憲蔵の孫で琴子の姉。パワフル（うざい）系の巫女。
川上琴子
美琴の妹。クール（冷酷）系の巫女。
野口綾乃（野口茂樹）
美琴と同じ学校に通う友達で、生徒会長。なごみ（天然ボケ）系の巫女。
荒木舞（荒木雅博）
川上神社に勤めている巫女。以前は神社で働いた後、キャバクラで働き、神社に戻ってきた。セクシー（淫乱）系の巫女。
森岡君（森岡良介）
美琴の好きな男子。下の名前は不明。
森岡沙英
森岡君の義理の妹。
立浪和美（立浪和義）
美琴の友達。朝倉健の彼女で、健の気を引くために擬似結婚式を開く。
朝倉健（朝倉健太）
和美の彼氏。本名は不明。